# Euonthophagus tissoni
Euonthophagus tissoni là một loài bọ cánh cứng trong họ Bọ hung (Scarabaeidae).